# 德台協會
德台協會（Deutsch-Taiwanische Gesellschaft），是德國一個促進與台灣關係的協會，舊稱德中協會-台灣之友（Deutsch-Chinesische Gesellschaft e.V. – Freunde Taiwans），2020年10月改為現名。

## 歷史
該協會成立於1957年，是德國最早的促進台灣關係的協會，其成員包括德國人和台灣人。該協會最初主要由德國聯邦議院成員組成，他們關注德台關係的長期發展。現今組成來自德國和台灣的公民。隨著搬到柏林，該協會在名稱上添加“台灣之友”，闡明了組織定位。該協會歐洲唯一的這類組織。

## 目的
該協會註冊為非營利組織，以推動“國際理解”。根據協會章程，該協會提倡維護、照顧和加強德意志聯邦共和國與中華民國（台灣）之間的各種關係。它努力促進和加強傳播文化，並促進台灣與德國之間的文化交流。它支持鞏固和擴大兩國之間的政治、外交和經濟關係。該協會還促進兩國之間的體育關係和旅遊。
這個協會在政治上是中立的。

## 政治意義
自1989年以來，該協會在每次聯邦選舉後都發起了德國國會柏林－臺北友好小組。但由於一個中國政策，德國與台灣之間沒有外交關係。

## 董事會
主席和董事會成員均為自願職務。現任主席為國會議員阿妮塔·雪佛，她於2008年接替沃夫岡·呂德的職務。協會的所在地是柏林。

## 出版作品
- 1986年林信鎬：《中華民國（台灣）被排除在聯合國之後的中華民國（台灣）的國際法律地位》，埃貝爾斯巴赫。
- 1971年恩斯特·馬喬尼卡（Ernst Majonica）：《波恩·北京，德意志聯邦共和國與中華人民共和國的關係》，斯圖加特。
- 2006年克勞斯·羅斯：《台灣。該島共和國是德國政治的重點》，漢堡。
- 2011年Thomas Weyrauch：《根據國際法對中華民國的存在的考慮。分析，評論和建議》霍伊黑爾海姆，ISBN 978-3-938946-19-0。
- 2014年德中協會-台灣之友：《台灣在前進。中華民國一百年》柏林，ISBN 978-3924171759。
- 2016年德中協會台灣之友：《台灣在前進。聚焦：德國與台灣的經濟關係》柏林，ISBN 978-3-924171-80-3

## 外部連結
- 德台協會官方網站 （页面存档备份，存于）

## 資料來源
1. ↑  
德中協會更名「德台協會」 德最大友台組織90.8％高票通過 （页面存档备份，存于） 2020.10.1 自由時報
2. ↑  呼應台灣認同趨勢 德中協會更名德台協會 2020.10.02 中央社
3. ↑  Troche, Alexander (2001): „Berlin wird am Mekong verteidigt“. Die Ostasienpolitik der Bundesrepublik in China, Taiwan und Süd-Vietnam 1954–1966. Düsseldorf. S. 86.
4. ↑  .   [2020-10-02]. （原始内容存档于2020-02-20）.